# 扭曲狸藻
扭曲狸藻（学名：Utricularia tortilis）为狸藻属一年生中型陆生食虫植物。其种加词“tortilis”来源于拉丁文，意为“扭曲，缠绕”，指其喜缠绕的生长习性。扭曲狸藻分布于非洲热带，存在于安哥拉、博茨瓦纳、布隆迪、中非共和国、科特迪瓦、刚果民主共和国、加纳、几内亚、几内亚比绍、肯尼亚、利比里亚、马里、尼日利亚、刚果共和国、塞内加尔、塞拉利昂、坦桑尼亚、多哥、乌干达、赞比亚和津巴布韦。扭曲狸藻陆生于沼泽的砂质或泥炭质土壤中，海拔分布范围为0至1860米。1865年，弗雷德里希·威尔维茨最先描述了扭曲狸藻，由丹尼尔·奥利弗未正式发表。

## 外部連結
维基共享资源上的相關多媒體資源：扭曲狸藻
 維基物種上的相關：扭曲狸藻